# Sava Tekelija
Sava Tekelija (Arad, 28. kolovoza 1761. – Pešta, 21. rujna 1842.), srpski kulturni i politički radnik iz Južne Ugarske (kasnije Vojvodine). Bio je prvi Srbin koji je proglašen doktorom pravnih znanosti na Sveučilištu u Budimpešti. Godine 1802. povukao se iz politike i nastavio se baviti isključivo kulturnim radom. Poznat je njegov angažman u borbi za srpski jezik i pravopis. U toj borbi iskazao se konzervativcem i svrstao se u skupinu protivnika Vuka Karadžića.
Karijeru je počeo u državnoj upravi 1790. godine kao podnotar Čanadske županije, a vremenom postao tajnik Ugarskoga dvorskog ureda. Pošto nije vidio mogućnost daljnjeg uspona i utjecaja na državne poslove, 1798. podnosi ostavku na državnu službu i 1802. napušta politički život. Povlači se u Arad, na svoja imanja. Tada je počeo u većoj mjeri zanimati se za budućnost svoga naroda. Za njegovu budućnost se posebno zazanimao kada je u Srbiji buknuo ustanak protiv turske vlasti 1804. godine. Svjestan svoga bogatstva, obrazovanja i ugleda u visokom društvu, Tekelija je sebe želio vidjeti na čelu oslobođene srpske države, a nije mu bila tuđa ni ideja o stvaranju južnoslavenske zajednice, niti misao biti prvi čovjek ujedinjenih Južnih Slavena. Kao pristaša Dositeja Obradovića s kojim se poznavao i dopisivao, rano je došao do zaključka kako je obrazovanje ključni čimbenik pokretanja srpskog naroda ka boljoj budućnosti. I prije osnivanja svoje zadužbine davao je znatne iznose novca za školovanje srpske mladeži i podizanje inteligencije u svome narodu. Ostalo je zabilježeno da je bio protiv Vukove jezične reforme i tvrdokorno je zastupao slavenosrpski jezik u znanosti i književnosti. Bio je pristaša ideje prosvijećenog apsolutizma i „njen posljednji predstavnik i pobornik među Srbima“. U dubokoj starosti od 77 godina izabran je za doživotnog predsjednika Matice srpske. Sve svoje snage usmjerio je u korist Matice i za općenarodno dobro. To potvrđuje činjenica da je smogao snage i pred samu smrt dolaziti na sjednice i predsjedavati im. Darovao je svoju osobnu knjižnicu Matici srpskoj, tako da je Biblioteka Matice srpske postala jedna od najstarijih i najznačajnijih knjižnica u Srba. Svoju zadužbinu „Tekelijanum“ Sava je osnovao u Pešti 1838. godine, s ciljem da se u njoj školuju siromašni i najbolji srpski učenici i studenti iz svih krajeva gdje su živjeli Srbi. Zadužbina koju je ostavio svome narodu osigurala mu je trajno i veoma istaknuto mjesto u galeriji svijetlih likova srpske prošlosti. U poznim godinama, Sava Tekelija nabavlja tiskarnicu za Maticu srpsku, pokreće izdavanje knjiga, i potpomaže mnoge pothvate ove kulturne institucije. Pred sam kraj života, cjelokupnu imovinu (imanje, kuće i 150 000 forinti) Tekelija ostavlja Matici srpskoj. Umro je iznenada i bez duljeg bolovanja 21. rujna 1842. godine u Pešti. Grob mu se nalazi u Crkvi sv. Nikole u Aradu. Ovu crkvu je izgradio njegov pradjed Jovan odmah po dolasku u Arad 1698. godine. Tekelije su bili upravnici ove Crkve sv. Nikole sve dok im se nije ugasila muška loza 1844. Njegovi memoarski spisi „Opisanije života“ (izd. Prosveta, Beograd 1966) i „Dnevnik Save Tekelije“ sačuvani su u rukopisima i tiskani u integralnom obliku tek u novijem vremenu.